# Китайский государственный театр пекинской оперы
Китайский государственный театр пекинской оперы (кит. упр. 中国国家京剧院, пиньинь Zhōngguó guójiā jīngjùyuàn) представляет собой организацию, объединяющую несколько трупп пекинской оперы, а также управляющую Театральным центром, Большим театром имени Мэй Ланьфана (кит. 梅兰芳大剧院) и Народным театром. Подчиняется напрямую Министерству культуры КНР.
До 28 ноября 2007 года — Китайский театр пекинской оперы (кит. упр. 中國京劇院, пиньинь Zhōngguó jīngjùyuàn).

## История

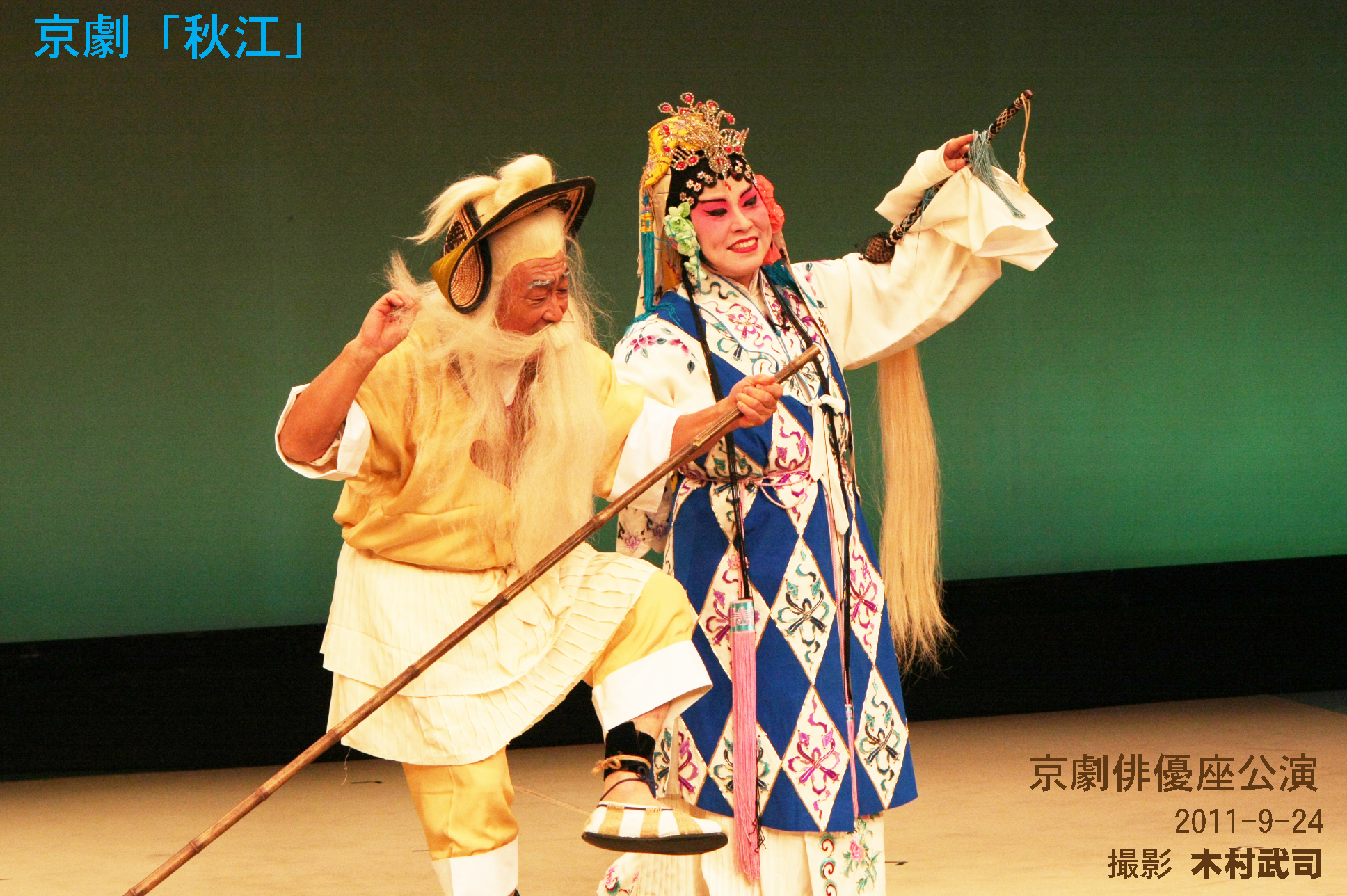
Труппа театра на гастролях в Японии (2011 год)

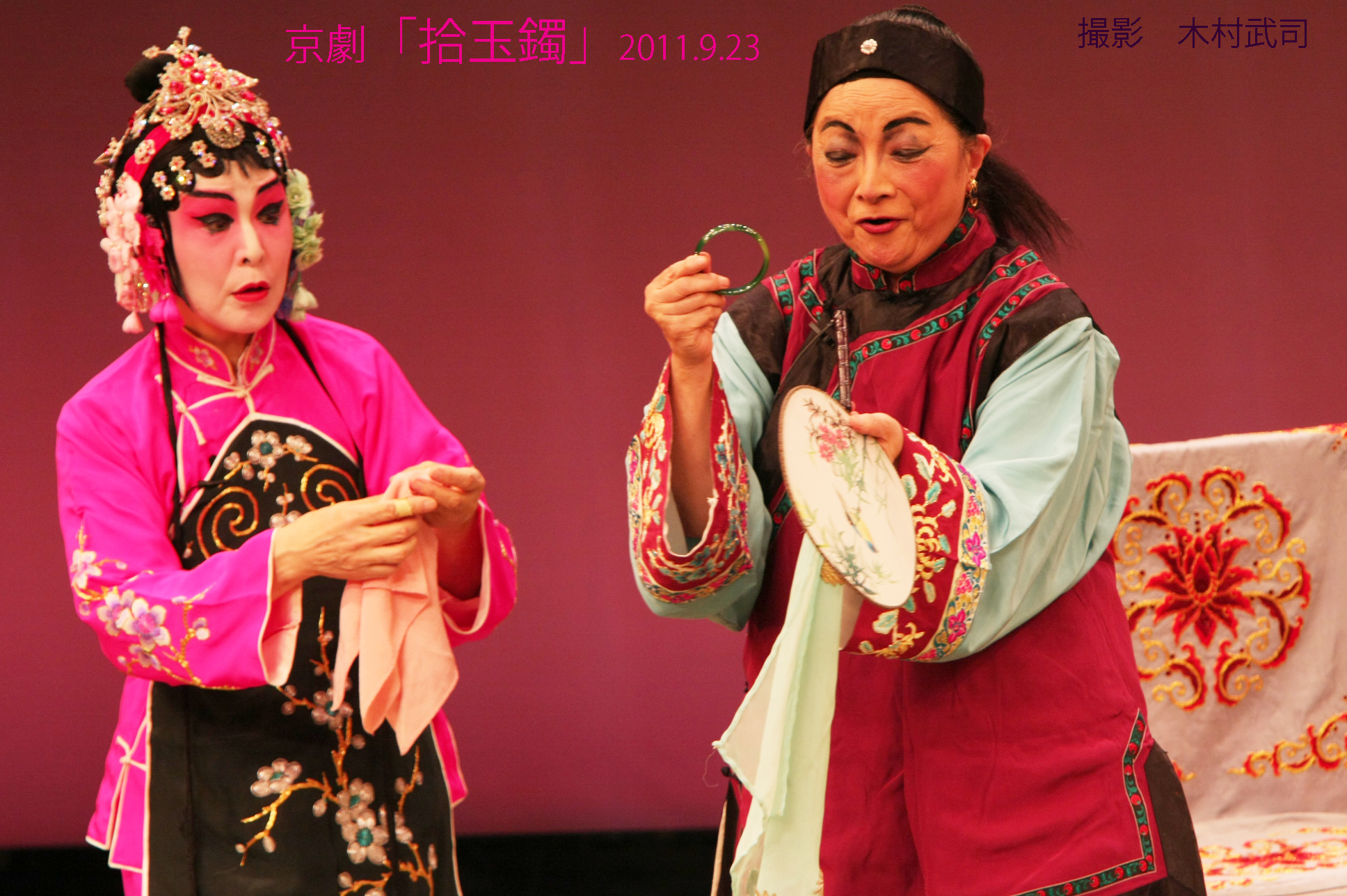
Труппа театра на гастролях в Японии (2011 год)

Китайский театр пекинской оперы основан знаменитым актёром пекинской оперы Мэй Ланьфаном 1 января 1955 года как Китайская труппа пекинской оперы (кит. упр. 中國京劇團, пиньинь Zhōngguó jīngjùtuán). С самого начала театр стал приглашать артистов, писателей, дирижёров и композиторов, чтобы собрать вместе лучших специалистов в области пекинской оперы. За годы работы в постановках театра участвовали такие артисты, как Ли Шаочунь, Лю Чанюй, Юань Шихай, Чжан Ходин и многие другие.
Театром за время работы было поставлено свыше ста пьес на исторические темы, адаптированы и поставлены свыше двухсот традиционных и местных опер, а также многочисленные современные пьесы. Помимо выступлений на собственных площадках, труппы театра гастролировали в свыше 50 стран и регионов.

## Репертуар
В репертуаре театра представлены такие постановки, как «Люй Бу и Дяо Чань» (кит. 吕布与貂蝉), «Легенда о белой змее» (кит. 白蛇传), «Се Яохуань» (кит. 谢瑶环), «Му Гуйин принимает командование» (кит. 穆桂英挂帅), «Царь обезьян» (кит. 大闹天宫), «Легенда о красном фонаре» (кит. 红灯记), «Красноармейка» (кит. 红色娘子军), «Бабочка» (кит. 蝶恋花), «Сестра Цзян» (кит. 江姐), «Принцесса Вэньчэн» (кит. 文成公主) и другие.